# إيفان دورانت
إيفان دورانت (بالإنجليزية: Ivan Durrant)‏ هو رسام أسترالي، ولد في 1947.

## وصلات خارجية
- إيفان دورانت على موقع IMDb (الإنجليزية)